# تالار اندیشه
تالار اندیشه در حوزه هنری واقع در تهران احداث شد و در آن انواع مراسم فرهنگی اجرا می‌شود. این سالن برای اجرای انواع تئاتر و همایش مجهز شده است. و با سیاست‌های آن اداره حوزه هنری به صورت مداوم برنامه‌های این سالن تئاتر را اعلام می‌کند که در اکثر مواقع برنامه‌ای غیر از نمایش است. اجرای برنامه موسیقی نیز در این سالن مشاهده شده است.  مهرداد مهدی با اجرای نوازندگی آکاردئون کنسرتی در آن برگزار کرد، پیش از این نیز گروه‌های موسیقی فولکلور در آن اجرا داشته‌اند.

## ظرفیت
این سالن یکی از سالن‌های تئاتر با ظرفیت بالا است. ظرفیت قسمت اصلی سالن اندیشه ۴۸۲ نفر در بخش بالکن ۸۸ نفر و در بخش vip ۱۰۸ نفر است؛ و مجموعاً ۶۷۸ نفر ظرفیت دارد.